# CP série 1500
La CP série 1500 est une ancienne série d'autorails des Caminhos de ferro portugueses, les chemins de fer portugais.